# Maurizio Enrico di Nassau-Hadamar
Maurizio Enrico di Nassau-Hadamar (Hadamar, 23 aprile 1626 – Hadamar, 24 gennaio 1679) fu, dopo il padre, il secondo governante della linea minore di Nassau-Hadamar, del ramo ottoniano del Casato di Nassau.

## Nascita e famiglia
Maurizio Enrico nacque il 23 aprile 1626 a Hadamar, figlio del principe Giovanni Ludovico di Nassau-Hadamar e della moglie Ursula, figlia del conte Simone VI di Lippe.

## Politica e religione
Maurizio Enrico continuò la politica di sviluppo della città di Hadamar, iniziata dal padre. Egli fu particolarmente impegnato nello sviluppo delle infrastrutture, dell'ordine pubblico, del sistema sanitario e dei servizi sociali. A differenza del padre egli però non cercò di influenzare i principati circostanti.
Il 17 luglio 1663 egli fece riprendere i lavori per la costruzione dell'ospizio di Santa Elisabetta nella piazza del mercato superiore, per il quale il padre aveva posto le fondamento; l'edificio venne terminato il 21 novembre 1663.
Dopo la conversione del padre al cattolicesimo, Maurizio Enrico venne cresciuto anch'esso come cattolico e supportò la controriforma a Hadamar. Egli fu inoltre promotore della costruzione, tra il 1658 e il 1666, della chiesa francescana sul luogo dove era appena stata demolita la chiesa di Sant'Egidio. La famiglia principesca possedeva una cripta sotto il coro; le prime tumulazione avvennero nel maggio 1661.
Nella seconda metà del 1675 egli costruì la cappella di Herzenberg, di forma ottagonale, che in seguito divenne il coro della chiesa di Herzenberg.

## Matrimoni e discendenza
Maurizio Enrico si sposò tre volte e fu padre di tredici figli.
Il suo primo matrimonio venne celebrato a Siegen il 30 gennaio 1650 con la cugina Ernestina Carlotta (23 ottobre 1623 - 15 agosto 1668), figlia del conte Giovanni VIII di Nassau-Siegen. Dalla loro unione nacquero:
1. Ernestina Ludovica (Hadamar, 17 febbraio 1651 – Hadamar, 29 maggio 1661);
2. Giovanni Ermanno Lamoral Francesco (Hadamar, 21 gennaio 1651 - Hadamar, 18 febbraio 1654);
3. Carlo Filippo (Hadamar, 15 maggio 1656 – Oirschot, 22 luglio 1661);
4. Francesco Gaspare Ottone (Hadamar, 29 novembre 1657 – Hadamar, 24 febbraio 1659);
5. Claudia Francesca (Hadamar, 6 giugno 1660 – Neustadt an der Waldnaab, 6 marzo 1680), il 18 luglio 1677 sposò il principe Ferdinando Augusto di Lobkowitz (7 settembre 1655 – 3 ottobre 1715);
6. Massimiliano Augusto Adolfo (Hadamar, 19 ottobre 1662 – Hadamar, 26 maggio 1663).

Il 12 agosto 1669, si sposò a Siegen in seconde nozze con Maria Leopoldina (1652 - 27 giugno 1675), figlia del conte Giovanni Francesco Desiderato di Nassau-Siegen e nipote della prima moglie di Maurizio Enrico. Ebbero i seguenti figli:
1. Leopoldo Francesco Ignazio (Hadamar, 26 settembre 1672 - Hadamar, 19 luglio 1675);
2. Francesco Alessandro (Hadamar, 27 gennaio 1674 - Hadamar, 27 maggio 1711), che succedette al padre come principe di Nassau-Hadamar;
3. Ugo Lotario Lamoral Augusto (Hadamar, 4 aprile 1675 - Hadamar, 24 giugno 1675).

Il terzo matrimonio avvenne il 24 ottobre 1675 a Hachenburg con Anna Luisa (Hachenburg, 11 aprile 1654 - Hadamar, 23 aprile 1692), maggiore delle figlie del conte Salentino Ernesto di Manderscheid-Blankenheim e di Ernestina di Sayn-Wittgenstein-Hachenburg. Ne nacquero i seguenti figli:
1. Damiano Salomone Salentino (Hadamar, 24 luglio 1676 - Hadamar, 18 ottobre 1676);
2. Guglielmo Bernardo Luigi (Hadamar, 25 maggio 1677 - Hadamar, 3 ottobre 1677);
3. Ugo Ferdinando Leonor Augusto (Hadamar, 22 maggio 1678 - Hadamar, 16 aprile 1679);
4. Albertina Giovanna Francesca Caterina (Hadamar, 6 luglio 1679 - Anholt, 24 aprile 1716), il 20 luglio 1700 sposò ad Anholt il principe Ottone Luigi di Salm-Neufville.

## Ascendenza
|                                               |                               |                                         | Genitori                                 |  |  | Nonni |  |  | Bisnonni                                |  |  | Trisnonni                              |  |
|                                               |                               |                                         |                                          |  |  |       |  |  | Guglielmo I, conte di Nassau-Dillenburg |  |  | Giovanni V, conte di Nassau-Dillenburg |  |
|                                               |                               |                                         |                                          |  |  |       |  |  | Guglielmo I, conte di Nassau-Dillenburg |  |  | Giovanni V, conte di Nassau-Dillenburg |  |
|                                               |                               | Elisabetta d'Assia-Marburg              |                                          |  |  |       |  |  | Guglielmo I, conte di Nassau-Dillenburg |  |  |                                        |  |
| Giovanni VI, conte di Nassau-Dillenburg       |                               |                                         |                                          |  |  |       |  |  | Guglielmo I, conte di Nassau-Dillenburg |  |  |                                        |  |
|                                               |                               | Giuliana di Stolberg-Wernigerode        | Bodo VIII, conte di Stolberg-Wernigerode |  |  |       |  |  |                                         |  |  |                                        |  |
|                                               |                               | Giuliana di Stolberg-Wernigerode        | Bodo VIII, conte di Stolberg-Wernigerode |  |  |       |  |  |                                         |  |  |                                        |  |
|                                               |                               | Giuliana di Stolberg-Wernigerode        | Anna di Eppstein-Königstein              |  |  |       |  |  |                                         |  |  |                                        |  |
| Giovanni Ludovico, principe di Nassau-Hadamar |                               | Giuliana di Stolberg-Wernigerode        |                                          |  |  |       |  |  |                                         |  |  |                                        |  |
|                                               |                               | Ludovico I, conte di Sayn-Wittgenstein  | Guglielmo I, conte di Sayn-Wittgenstein  |  |  |       |  |  |                                         |  |  |                                        |  |
|                                               |                               | Ludovico I, conte di Sayn-Wittgenstein  | Guglielmo I, conte di Sayn-Wittgenstein  |  |  |       |  |  |                                         |  |  |                                        |  |
|                                               |                               | Ludovico I, conte di Sayn-Wittgenstein  | Giovanetta di Isenburg-Neumagen          |  |  |       |  |  |                                         |  |  |                                        |  |
| Giovannetta di Sayn-Wittgenstein              |                               | Ludovico I, conte di Sayn-Wittgenstein  |                                          |  |  |       |  |  |                                         |  |  |                                        |  |
|                                               |                               | Anna di Solms-Braunfels                 | Filippo I, conte di Solms-Braunfels      |  |  |       |  |  |                                         |  |  |                                        |  |
|                                               |                               | Anna di Solms-Braunfels                 | Filippo I, conte di Solms-Braunfels      |  |  |       |  |  |                                         |  |  |                                        |  |
|                                               |                               | Anna di Solms-Braunfels                 | Anna di Tecklenburg                      |  |  |       |  |  |                                         |  |  |                                        |  |
| Maurizio Enrico, principe di Nassau-Hadamar   |                               | Anna di Solms-Braunfels                 |                                          |  |  |       |  |  |                                         |  |  |                                        |  |
|                                               | Bernardo VIII, conte di Lippe | Simone V, conte di Lippe                |                                          |  |  |       |  |  |                                         |  |  |                                        |  |
|                                               | Bernardo VIII, conte di Lippe | Simone V, conte di Lippe                |                                          |  |  |       |  |  |                                         |  |  |                                        |  |
|                                               | Bernardo VIII, conte di Lippe | Maddalena di Mansfield-Mittelort        |                                          |  |  |       |  |  |                                         |  |  |                                        |  |
| Simone VI, conte di Lippe                     | Bernardo VIII, conte di Lippe |                                         |                                          |  |  |       |  |  |                                         |  |  |                                        |  |
|                                               |                               | Caterina di Waldeck-Eisenberg           | Filippo III, conte di Waldeck-Eisenberg  |  |  |       |  |  |                                         |  |  |                                        |  |
|                                               |                               | Caterina di Waldeck-Eisenberg           | Filippo III, conte di Waldeck-Eisenberg  |  |  |       |  |  |                                         |  |  |                                        |  |
|                                               |                               | Caterina di Waldeck-Eisenberg           | Anna di Kleve                            |  |  |       |  |  |                                         |  |  |                                        |  |
| Ursula di Lippe                               |                               | Caterina di Waldeck-Eisenberg           |                                          |  |  |       |  |  |                                         |  |  |                                        |  |
|                                               |                               | Otto IV, conte di Holstein-Schaumburg   | Jobst I, conte di Holstein-Schauenburg   |  |  |       |  |  |                                         |  |  |                                        |  |
|                                               |                               | Otto IV, conte di Holstein-Schaumburg   | Jobst I, conte di Holstein-Schauenburg   |  |  |       |  |  |                                         |  |  |                                        |  |
|                                               |                               | Otto IV, conte di Holstein-Schaumburg   | Maria di Nassau-Siegen                   |  |  |       |  |  |                                         |  |  |                                        |  |
| Elisabetta di Holstein-Schaumburg             |                               | Otto IV, conte di Holstein-Schaumburg   |                                          |  |  |       |  |  |                                         |  |  |                                        |  |
|                                               |                               | Elisabetta Ursula di Brunswick-Lüneburg | Ernesto I, duca di Brunswick-Lüneburg    |  |  |       |  |  |                                         |  |  |                                        |  |
|                                               |                               | Elisabetta Ursula di Brunswick-Lüneburg | Ernesto I, duca di Brunswick-Lüneburg    |  |  |       |  |  |                                         |  |  |                                        |  |
|                                               |                               | Elisabetta Ursula di Brunswick-Lüneburg | Sofia di Meclemburgo-Schwerin            |  |  |       |  |  |                                         |  |  |                                        |  |
|                                               |                               | Elisabetta Ursula di Brunswick-Lüneburg |                                          |  |  |       |  |  |                                         |  |  |                                        |  |